# Меренберг
Меренберг (нем. Merenberg) — община в Германии, в земле Гессен. Подчиняется административному округу Гиссен. Входит в состав района Лимбург-Вайльбург.  Население составляет 3301 человек (на 31 декабря 2010 года). Занимает площадь 23,1 км².

## Фотографии

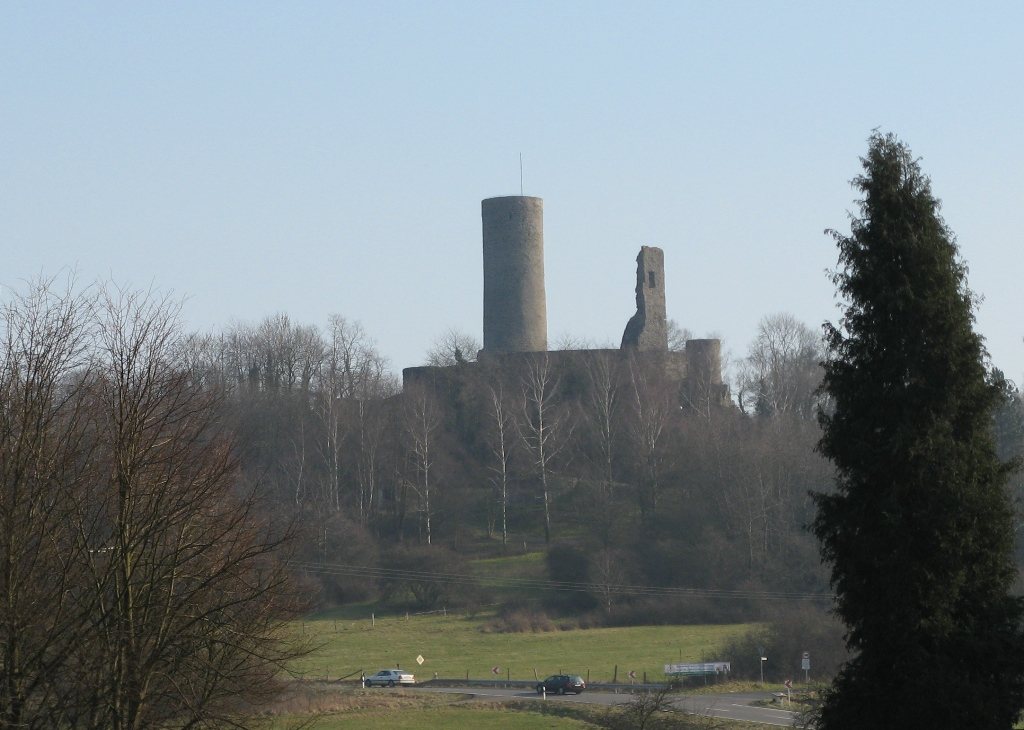
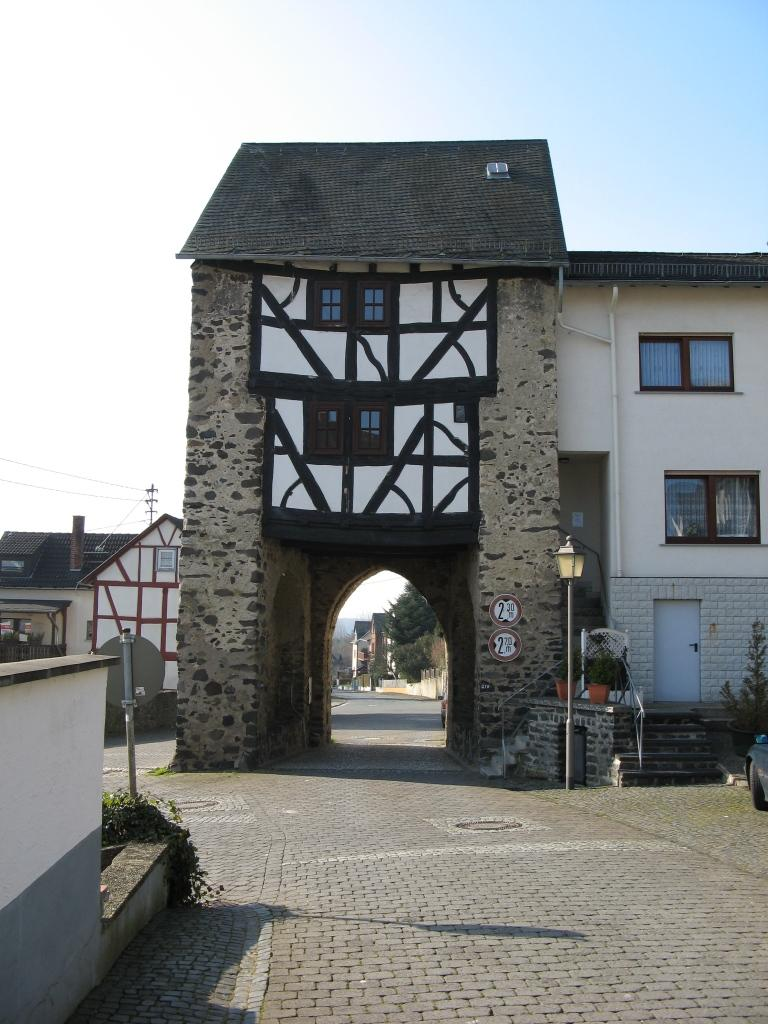
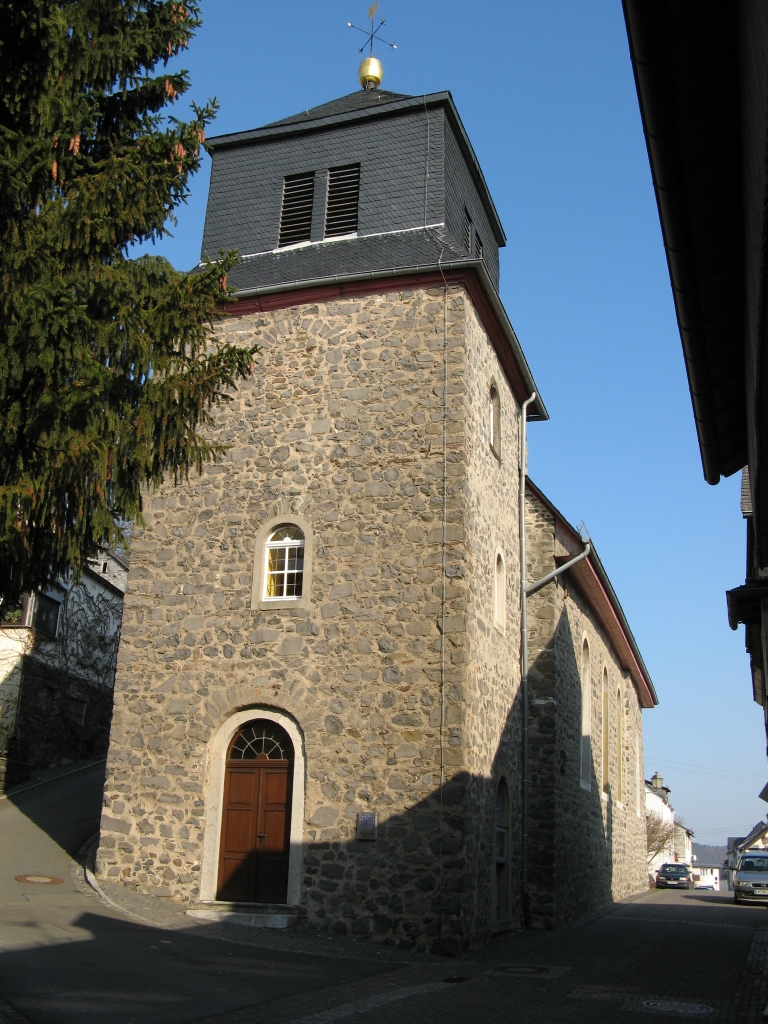
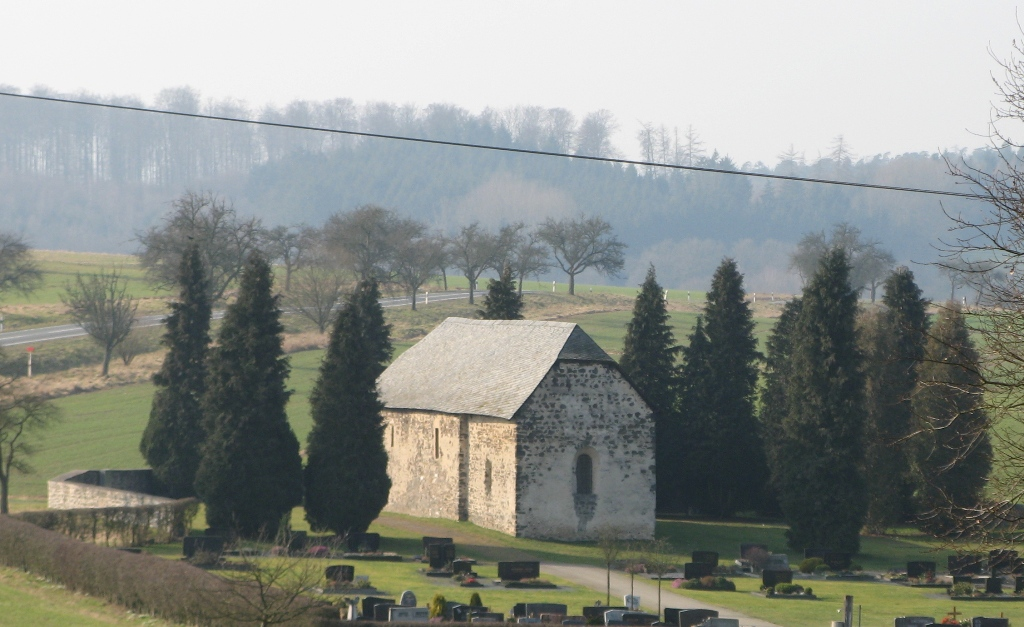